# Historia del ferrocarril en Tomelloso

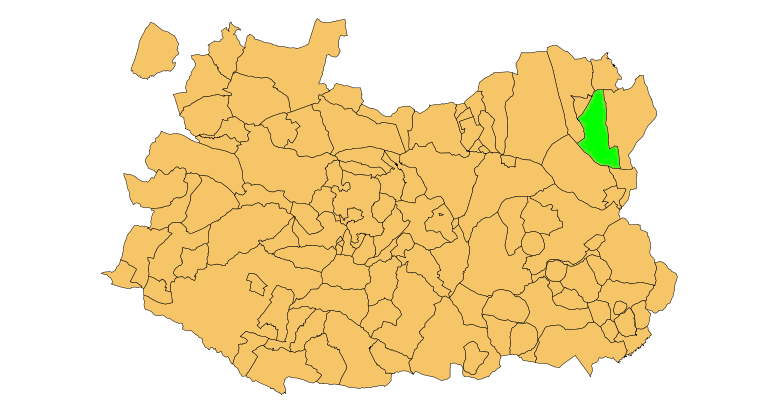
Tomelloso - Mapa municipal

La Historia del tren en Tomelloso arranca en 1852 y supone una exposición de la lucha realizada por esta ciudad manchega para contar con un ferrocarril, que no se hizo realidad hasta 1914 en la forma de un ramal hacia la pedanía de Cinco Casas (Ciudad Real), de cómo este ramal permaneció activo poco más de medio siglo, mostrando su inviabilidad desde finales de los años 60, y cómo desde principios del siglo XXI viene reclamando su inclusión en la red ferroviaria española.

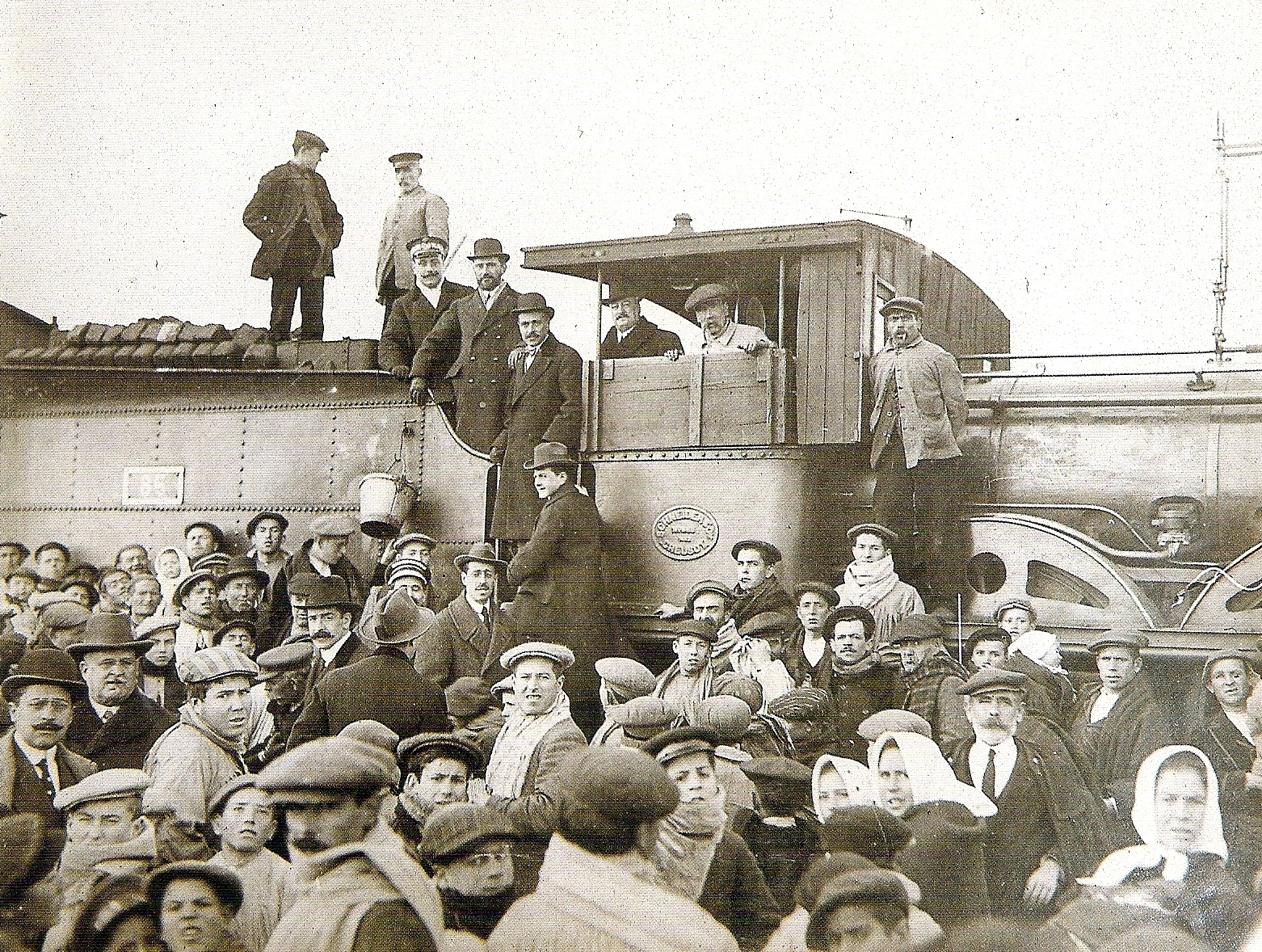
Llegada del tren inaugural de la línea Cinco Casas - Tomelloso en 1914

## Historia

### Las primeras líneas de ferrocarril y Tomelloso
En 1852, Tomelloso fue incluido en unos de los primeros trazados del ferrocarril en España. La línea aprobada partía de Ciudad Real y pasando por Manzanares, Argamasilla de Alba y Tomelloso, llegaba hasta a Socuéllamos, donde enlazaba con otra línea que se estaba construyendo por aquellas fechas, la que desde Madrid se dirigía a Alicante pasando por Alcázar de San Juan y Villarrobledo. Con esta configuración, Socuéllamos se convertía en un importante nudo ferroviario hacia el Levante, Extremadura y Andalucía fruto de su magnífica posición geográfica en el corredor entre esas zonas geográficas.
En 1853 se iniciaron los trabajos de la línea. Lo primero que se hizo fue trazar una enorme recta que partiendo desde Socuéllamos, y pasando por Tomelloso y Argamasilla de Alba sin desviarse un ápice en su rectitud, llegaba hasta Ventas de Herrera (junto a la actual prisión de Herrera de La Mancha). En Tomelloso, además, se construyó una estación de ferrocarril a la salida de la población, en los terrenos de la actual Cooperativa “Virgen de las Viñas”, a la que se llegaba por una calle que partía casi desde el centro del pueblo, la calle Hernán Cortés, popularmente conocida como de la Estación Vieja.
Ese año de 1853, mientras que se realizan estas obras, tiene lugar la apertura del tramo ferroviario entre Aranjuez y Tembleque. Al año siguiente, el 20 de junio de 1854, se inaugura el tramo Tembleque-Alcázar de San Juan, que se continuará hasta enlazar con Albacete el 18 de marzo de 1855. Ese año de 1855 será también el año de la promulgación de la Ley General de Ferrocarriles del Gobierno del General Espartero, ley que si bien ofrecía grandes garantías para las inversiones de capital extranjero y consagraba la vía de ancho ibérico y la red radial, también anulaba el contrato del ferrocarril de Socuéllamos a Ciudad Real tal y como estaba planteado, procediéndose al año siguiente a una nueva redacción del proyecto que consistía en situar en Alcázar de San Juan el punto de bifurcación del ferrocarril con la línea a Albacete, y no en Socuéllamos.
Esto suponía de hecho la supresión de las estaciones en los pueblos de Argamasilla y Tomelloso al discurrir el trazado hasta Manzanares con una orientación norte-sur, lejos de estos municipios. Las obras de la línea, por tanto, se paralizaron indefinidamente estando ya construida la vía y sólo a falta únicamente de hacer las alcantarillas y de sentarle los raíles, encontrándose también la estación de Tomelloso prácticamente acabada.
La vieja estación se derribó, ya muy deteriorada, en los años 50 del siglo XX tras décadas de ser usada como lugar de asentamiento por familias de gitanos, o como lugar de juego por los niños tomelloseros. Sobre ese antiguo trazado ferroviario discurrirá muchos años más tarde la actual carretera que de Socuéllamos va a Tomelloso, de este a la curva de la carretera hacia Argamasilla, y de Argamasilla a la curva de Herrera, formando todos estos tramos parte de esa recta perfecta ferroviaria dejada de lado en 1855.

### Las estaciones de Alcázar de San Juan y Manzanares
Siguiendo con el esquema prefijado por la Ley General de Ferrocarriles, en 1858 la reina Isabel II inaugura la línea Madrid-Alicante, pasando el tren por la estación de Alcázar de San Juan. Al año siguiente, en 1859, subastado el primer tramo del llamado Ferrocarril de Portugal entre Alcázar de San Juan y Ciudad Real, el Ayuntamiento de Tomelloso junto a un buen número de vecinos ofrece a la empresa constructora 1.500 jornales y 1.000 obradas al objeto de que se rectifique el trazado de Alcázar de San Juan a Ventas de Herrera, para que cruce por Tomelloso y Argamasilla de Alba. Las gestiones para hacer este desvío, muy similar al que se pretendió a principios del siglo XXI, no resultaron exitosas.
De esta forma, en 1860 se inaugura el tramo Alcázar-Manzanares por el trazado previsto, cuya prolongación alcanzará Ciudad Real en 1861 y poco después Badajoz. También en 1861 tiene lugar la concesión del tramo Manzanares-Córdoba, cuya primera etapa hasta Santa Cruz de Mudela es inaugurada en 1862, y que en 1866, al concluirse las obras del tramo Venta de Cárdenas-Vilches, conectará la meseta con Andalucía a través del paso de Despeñaperros.
Con esta disposición ferroviaria los competidores en la producción vinícola lograban una clara ventaja sobre Tomelloso al tener acceso a mejores medios de transporte para sus productos. Así, Valdepeñas se encontraba directamente conectada por ferrocarril con Madrid y Andalucía, con una estación propia que no le obligaba a trasladar su producción vínica por mal acondicionados caminos de tierra hasta alcanzar, bastantes kilómetros después, un muelle ferroviario donde embarcar su producción. Por otra parte, Alcázar de San Juan se convertía en un importante nudo de comunicaciones que, al poco tiempo, atraería a un buen número de servicios e infraestructuras a esa antigua villa, siendo sin lugar a dudas éste el gran revitalizante que la acabaría convirtiendo en cabecera de comarca y que le daría un notable empuje económico durante más de un siglo y medio.

### Intentos para la conexión ferroviaria de Tomelloso
Perdidas las posibilidades de 1852 y 1859, numerosas opciones fueron propuestas por Tomelloso para conseguir que el ferrocarril llegase a esta localidad durante lo que quedaba del siglo XIX. Así, en 1873 surge un proyecto, que no prosperaría, para unir Tomelloso con Ventas de Herrera mediante un ferrocarril de vía estrecha. En 1880 el Ayuntamiento de Tomelloso propone la unión ferroviaria de la localidad con la estación de Argamasilla (actual Cinco Casas) subvencionando de sus propios erarios el proyecto con 178.125 pesetas pagaderas en diez plazos. En 1886 se plantea otro proyecto para que la línea entre Manzanares y Requena, finalmente no realizada, pasara por Tomelloso y Argamasilla de Alba. Igualmente en 1889, el consistorio tomellosero llegó a pagar los estudios para hacer una nueva línea que uniera Argamasilla de Alba con Socuéllamos, estudios que en 1891 aún no habían sido recibidos.
En 1898 el Ayuntamiento de Tomelloso recibió una solicitud para poner en marcha un ferrocarril eléctrico, con vía de un metro, que uniría Tomelloso con Argamasilla de Alba, proyecto igualmente fracasado. Nuevamente, en 1904, una Comisión Pro-Ferrocarril va a proponer unir Argamasilla con Socuéllamos pasando por Tomelloso, y en septiembre de ese año se llegó a acordar que Tomelloso aportara 500.000 pesetas en 10 años para costear un tramo de ferrocarril entre Tomelloso y Alcázar de San Juan, pasando por Alameda de Cervera, en la vía que uniría Alcázar de San Juan con Infantes, que finalmente no se realizaría.
En 1908 el Ministerio de Fomento aprueba el Plan de Ferrocarriles Secundarios con Garantía de Interés, en el que figuraba un ferrocarril de Alcázar a Tomelloso para el que, en 1910, Rafael Malate realiza petición acompañada de proyecto, de la que se publica anuncio en la Gaceta de Madrid de 5 de diciembre de 1910 por el que se concedía un plazo de 60 días para la admisión de otros proyectos en competencia. De esta iniciativa nada más se supo.

## El ferrocarril de Cinco Casas a Tomelloso
Pese a todos estos proyectos fracasados, el denodado esfuerzo del tomellosero Francisco Martínez Ramírez “El Obrero” conseguiría que esta antigua aspiración de Tomelloso se comience a materializar en 1907, al autorizar el Gobierno la concesión de un ferrocarril de ancho normal que partiendo de la estación de Argamasilla de Alba (en la línea de Alcázar de San Juan a Ciudad Real), y pasando por el pueblo del mismo nombre, llegase a Tomelloso, con una longitud total de 19,250 km.

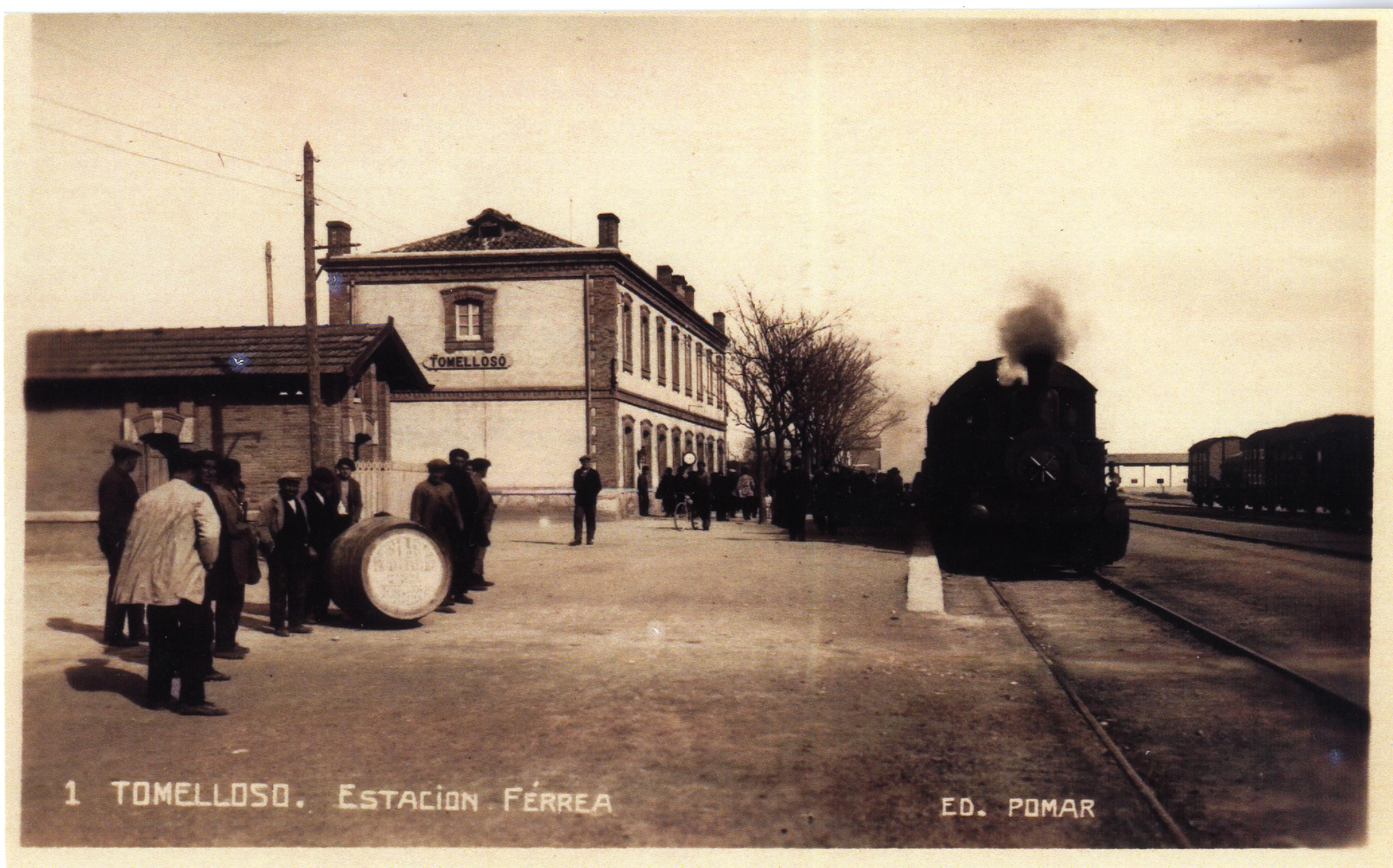
La estación de Tomelloso a principios de la década de 1930.

Las obras fueron realizadas en los seis años siguientes por la Compañía MZA utilizando materiales y elementos de vía de la Compañía ya usados. Finalmente, el 20 de julio de 1913, en plan de pruebas y entre gran expectación del pueblo, llegó a Tomelloso la primera locomotora. Al año siguiente, el día 15 de febrero, se inaugura el primer tramo Cinco Casas-Argamasilla de Alba, y el 10 de septiembre de 1914, tras más de 60 años de espera y luchas, el ferrocarril llegaba a Tomelloso, pese a lo cual y por diferencias entre las partes implicadas no hubo ningún tipo de inauguración oficial.
Con objeto de aumentar su rentabilidad, en 1913, durante las obras de ejecución, se estudió la prolongación del tendido hasta el Río Záncara, en la línea de Almansa. Sin embargo, la construcción de una estación de clasificación en Alcázar de San Juan —y no en Cinco Casas como inicialmente estaba previsto— y la falta de dinero, abortó la prolongación, de la que se llegó a realizar alguna obra y de la que puede observarse en la actualidad algún resto aislado. Así, se llegó a construir un ramal que desde la Estación Vieja iba en paralelo a la carretera de Pedro Muñoz, a unos 70 metros de distancia a la izquierda de esta, y que se quedó con las traviesas a falta de asentarlas para la colocación en los raíles y con su casilla del guardagujas frente a la Carrasca “La Sandalia”.
La explotación inicial de la línea Cinco Casas-Tomelloso corrió a cargo de la Compañía MZA hasta que, en 1920, los negativos balances económicos la hicieron abandonar, quedando la explotación en manos de la Compañía Cinco Casas-Tomelloso. No obstante esta mala situación económica, en 1921 la línea vio la entrada en servicio de los primeros tractores de gasolina en vía ancha, y en 1925 puso en servicio el primer automotor térmico, conocido como “La Barbería”, que funcionaba con gasógeno y del que se construiría uno para la propia Compañía en 1937.
Pese a todo, la explotación de la línea por parte de la Compañía Cinco Casas-Tomelloso no mejoró los resultados económicos, hasta que finalmente quedó integrada en RENFE en el año 1941 con el resto de ferrocarriles de ancho ibérico. Con esta integración sí que se vivieron momentos de esplendor tanto en lo referido al transporte de mercancías (vinos y alcoholes), como de viajeros al no existir medios de transporte alternativos en la localidad, y eso a pesar de que se empleaban 40 minutos para recorrer los 19 kilómetros que separan Tomelloso de Cinco Casas, incluidas las dos paradas en los apeaderos de Las Moyas y Argamasilla.
Su mayor incremento de tráfico lo experimentó en la década de los años 60, en que la implantación de un servicio Omnibus Tipo 70 redujo el tiempo de viaje a 30 minutos. Pese a todo, la competencia de la carretera se hizo patente, evidenciando el desfase de la línea en la que no se había efectuado mejora alguna durante décadas. Esta situación condujo a que por carta de la Dirección General fechada el 5 de junio de 1970 se ordenase el cierre al servicio de viajeros, cuya supresión se haría efectiva el 21 de noviembre de ese año, si bien el transporte de mercancías continuaría hasta finales de los años 80. La circulación del tren especial “Manantial del Vino” el 5 de abril de 1987 fue una de las últimas circulaciones que registró esa línea.
Ya sin transporte de viajeros ni de mercancías, con la estación y su muelle abandonados, se procedió a su desmantelado durante los años 90: sus vías se levantaron, la antigua estación y muelle fueron rehabilitados por el Ayuntamiento de Tomelloso como centros municipales, mientras que sus antiguos terrenos comenzaron a ser urbanizados. En 1998 los Ayuntamiento de Alcázar de San Juan, Argamasilla de Alba y Tomelloso subscribieron con RENFE un Convenio para la creación de una “Vía Verde” aprovechando la totalidad de la traza de la línea, compromiso que a día de la fecha aún no ha sido llevado a efecto.